# Rue de la Réale
La rue de la Réale est une ancienne voie de Paris qui était située dans le 1er arrondissement et qui a disparu en 1974 lors du réaménagement des Halles et de la création du Forum.

## Odonymie
Les frères Lazare supposent qu'elle portait le nom d'un propriétaire qui l'avait habitée tandis que Jacques Hillairet indique que ce nom est dû à une enseigne représentant une galère-amirale : La Réale.

## Situation
Située dans le 1er arrondissement, et précédemment dans l'ancien 5e arrondissement (quartier Montorgueil), cette voie d'une longueur de 61 mètres, commençait aux 93-95, rue de la Tonnellerie et se terminait aux 49-51, rue de la Grande-Truanderie.
Les numéros de la rue étaient noirs. Le dernier numéro impair était le no 7 et le dernier numéro pair était le no 6.

## Histoire
En 1175, cette voie était située dans le fief de Thérouanne. Une partie de ce fief fut cédée en 1181 par Adam, archidiacre de Paris, puis évêque de Thérouanne, à Philippe Auguste pour faciliter la construction des Halles. Le terrain que s'était réservé l’évêque, et dont cette rue faisait partie, se couvrit promptement d'habitations. Ce n'est pourtant qu'à partir de l'année 1210, qu'on peut fixer l'entière construction de cette rue, qui prit plus tard le nom de « rue Jehan Bigue » ou « rue Jean Bigue », du nom d'un échevin de la ville de Paris en 1280-1281 ou à Jean dit Bigue, valet de chambre de Philippe le Hardi en 1284.
Elle est citée dans Le Dit des rues de Paris de Guillot de Paris sous le nom de « petite ruelete Jehan Bingue ».
La rue de la Réale formait l'une des limites du fief de Joigny.
Au XVe siècle, sans doute par altération, on écrivait « rue Jean-Vingne », « rue Vuigne », « rue Vigne », « rue des Vignes ». Vers 1620, elle est indiquée sous les noms de « rue la Réale » ou « rue Jean-Gilles », qu'elle tenait sans doute de deux propriétaires qui l'avaient successivement habitée.
Une décision ministérielle du 19 novembre 1817 fixe la largeur de cette voie publique à 7 mètres. Cette largeur est portée à 10 mètres en vertu d'une ordonnance royale du 19 juillet 1840.
La rue disparait en 1974, lors du réaménagement des Halles et de la création du Forum.